# Malaia taoi
Malaia taoi är en skalbaggsart som beskrevs av Miyake 1996. Malaia taoi ingår i släktet Malaia och familjen Rutelidae. Inga underarter finns listade i Catalogue of Life.